# Kundy Paihama
Kundy Paihama   (Quipungo, 9 de desembre de 1944 - Luanda, 24 de juliol de 2020) fou un general i polític angolès. Junt amb els seus companys "alts generals" João Maria de Sousa, Hélder Vieira Dias, Francisco Higino Carneiro, i Roberto Leal Monteiro, va ser un dels caps militars que ocuparen càrrecs ministerials per al Moviment Popular per l'Alliberament d'Angola, el partit polític que ha governat Angola des que va obtenir la seva independència de Portugal en 1975.
Va servir com a Ministre de Defensa d'Angola de 1999 a 2010. Posteriorment va ser ministre de Veterans de Guerra i des de 2003 era considerat un dels homes més rics d'Angola.
Paihama va ser el 18è candidat del Moviment Popular per l'Alliberament d'Angola (MPLA) a les eleccions legislatives d'Angola de 2008. Va obtenir un escó en aquestes eleccions, en les quals el MPLA va obtenir la majoria absoluta a l'Assemblea Nacional.
Kundy Paihama posseïa el 33,15% de les accions del Banco Angolano de Negócios e Comércio Arxivat 2016-02-01 a Wayback Machine.. En 2014 fou governador de la província de Huambo i en 2017 era governador de la província de Cunene.